# Међународноправни статус Доњецке Народне Републике и Луганске Народне Републике
Доњецка Народна Република и Луганска Народна Република прогласиле су независност од Украјине након незваничног референдума у мају 2014. године. Убрзо након тога, обе самопроглашене државе су се спојиле и формирале краткотрајну, сада угашену, конфедерацију Новорусију. Њихову независност су до сада признале само Руска Федерација, Сирија и Северна Кореја.

## Историја и тренутни статус
У новембру 2014. године, представници Новоросије су послали захтев за дипломатско признање Куби, Никарагви и Венецуели. Ипак, ниједна од ових латиноамеричких држава није одговорила на захтев. У мају 2015. године конфедерација Новоросије је распуштена.
Територију коју контролишу две републике међународно признају као део Украјине 193 од 193 држава чланица Уједињених нација (Русија их сада признаје као независне државе). Доњецка и Луганска Народна Републике стекле су међународно признање само једна од друге, Русије и Јужне Осетије, коју признаје само 5 од 193 земаља чланица УН.
Државна дума Русије усвојила је 21. фебруара 2022. године закон о званичном признању самопроглашене Доњецке Народне Републике и Луганске Народне Републике у источној Украјини као независних држава. Предлог закона је одобрио председник Владимир Путин. Истог дана, Путин је потписао указе о признавању Доњецке Народне Републике и Луганске Народне Републике, а потписао је и споразуме о пријатељству, сарадњи и помоћи са републикама.

## Реакције суверених субјеката

### Субјекти који су признали ДНР као независну државу
|   | Држава                     | Датум признања    | Дипломатски односи успостављени |
| - | -------------------------- | ----------------- | ------------------------------- |
| 1 | Луганска Народна Република | 11. мај 2014.     | 11. мај 2014.                   |
| 2 | Јужна Осетија              | 27. јун 2014.     | 12. мај 2015.                   |
| 3 | Русија                     | 21. фебруар 2022. | 21. фебруар 2022.               |
| 4 | Абхазија                   | 25. фебруар 2022. | 25. фебруар 2022.               |
| 5 | Сирија                     | 29. jун 2022.     | 29. jун 2022.                   |
| 6 | Северна Кореја             | 13. јул 2022.     |                                 |

### Субјекти који су признали ЛНР као независну државу
|   | Држава                    | Датум признања    | Дипломатски односи успостављени |
| - | ------------------------- | ----------------- | ------------------------------- |
| 1 | Доњецка Народна Република | 11. мај 2014.     | 11. мај 2014.                   |
| 2 | Јужна Осетија             | 27. јун 2014.     | 12. мај 2015.                   |
| 3 | Русија                    | 21. фебруар 2022. | 21. фебруар 2022.               |
| 4 | Абхазија                  | 25. фебруар 2022. | 25. фебруар 2022.               |
| 5 | Сирија                    | 29. jун 2022.     | 29. jун 2022.                   |
| 6 | Северна Кореја            | 13. јул 2022.     |                                 |